# Frank Stubbs
Frank Stubbs (né le 12 juillet 1909 et mort le 20 avril 1993 à Melrose (Massachusetts)) est un hockeyeur sur glace américain. Lors des Jeux olympiques d'hiver de 1936 disputés à Garmisch-Partenkirchen il remporte la médaille de bronze.

## Palmarès
- Médaille de bronze aux Jeux olympiques de Garmisch-Partenkirchen en 1936